# Nikolaj Øris Nielsen
Nikolaj Øris Nielsen (* 26. September 1986 in Bjerringbro) ist ein dänischer Handballspieler. Der 1,94 m große rechte Rückraumspieler spielt seit 2005 für den dänischen Erstligisten Bjerringbro-Silkeborg und wurde zweimal Weltmeister mit der dänischen Nationalmannschaft.

## Karriere

### Verein
Nikolaj Øris Nielsen begann in seiner Heimatstadt Bjerringbro bei Bjerringbro FH mit dem Handballspielen. Da die erste Männermannschaft 2005 mit Silkeborg-Voel KFUM einen neuen Verein gründeten, spielte er fortan für ebendiesen Bjerringbro-Silkeborg. Dort stand auch sein älterer Bruder Mads unter Vertrag. In der Saison 2008/09 war Nikolaj Øris Nielsen an Lemvig-Thyborøn Håndbold ausgeliehen.
Seit 2009 läuft er wieder für seinen Heimatverein auf. Mit Bjerringbro-Silkeborg wurde er 2011, 2012, 2018 und 2021 Zweiter der Meisterschaft, 2016 gelang der Gewinn. 2015 und 2018 wurde Øris mit 205 bzw. 202 Toren Torschützenkönig der Håndboldligaen inklusive Play-offs. International nahm er einmal am Europapokal der Pokalsieger, mehrfach an der EHF Champions League, dem EHF-Pokal und der EHF European League teil.

### Nationalmannschaft
In der dänischen A-Nationalmannschaft debütierte Øris am 15. April 2010 beim 33:26-Sieg im norwegischen Haugesund gegen Deutschland. Er wurde für zwei Turniere ins Aufgebot berufen. Bei der Weltmeisterschaft 2019 warf er 20 Tore in neun Spielen und gewann mit der Mannschaft die Goldmedaille. Bei der Weltmeisterschaft 2021 traf er 13 Mal in neun Spielen und verteidigte den WM-Titel.
Bisher bestritt er 57 Länderspiele, in denen er 94 Tore erzielte.

## Privates
Sein älterer Bruder Mads spielte ebenfalls Handball.